# Martin Aichele
Martin Aichele (* 1960) ist ein deutscher Mediengestalter. Er ist Professor für AV-Produktion an der Fakultät Digitale Medien der Hochschule Furtwangen.

## Leben
Martin Aichele studierte 1983 bis 1987 Film und Video, Mediengestaltung und Marketing an der Hochschule der Künste in Berlin. Schon vor seinem Studium war er als Kameraassistent und Kameramann für das Fernsehen und die Industrie tätig. Nach seinem erfolgreichen Studium arbeitete er als Konzeptioner, Producer und Regisseur für Film/Video- und Multi-Media-Produktionen.  Er war Leiter des Instituts für Audiovisuelle Kommunikation in St. Gallen, 1990 wurde er als Professor für Videoproduktion an die neu entstandene Fakultät Digitale Medien der Hochschule Furtwangen berufen. Nach seiner Rückkehr von einem Fortbildungs- und Forschungsaufenthalt an der San Francisco State University beurlaubte er sich für fünf Jahre. In dieser Zeit war er als Geschäftsführer der Agentur TC-Gruppe tätig und verwirklichte mit der, von ihm gegründeten, Cross-Media Agentur Aichele IDEAS internationale Projekte für namhafte Kunden wie Volkswagen, Siemens und Bosch. Er konnte mit den Konzepten für die deutschen Beteiligungen an der EXPO 98 in Lissabon sowie der EXPO 2005 in Aichi – wo er auch künstlerischer Leiter war – zwei bedeutende Wettbewerbe gewinnen. Aichele war ebenfalls Berater für die EXPO 2000 sowie für führende deutsche Unternehmen, für die er auch Event-, Messe- und Crossmedia-Konzepte entwickelte. Nach seiner Rückkehr an die Fakultät Digitale Medien der Hochschule Furtwangen übernahm Martin Aichele die Professur Integrierte Kommunikation und war seit 2010 Prodekan sowie Studiendekan des damals neu gegründeten Bachelor-Studiengangs Medienkonzeption. 2014 wurde er als neuer Dekan der Fakultät gewählt.

## Forschung und Arbeitsgebiete
Martin Aichele veröffentlichte diverse Publikationen in Fachzeitschriften und war an zahlreichen Video- und Medienproduktionen für Industrie, Werbung und Verlage beteiligt. Zu seinen Arbeitsgebieten zählen Medienkonzeption, Medienberatung, Creative Direction und Regie sowie integrierte Kommunikation. An der Fakultät Digitale Medien der Hochschule Furtwangen unterrichtet er mit dem Schwerpunkt AV-Produktion.